# 善聡一郎
善 聡一郎（ぜん そういちろう、1959年 - ）は、日本の男性アニメーション演出家、アニメーション監督。神奈川県出身。

## 来歴・人物
横浜国立大学中退後、1983年に制作進行アルバイトとしてアニメ制作会社オカスタジオに入社。1989年にフリーランスとなり、テレビシリーズ・映画『ドラえもん (1979年のテレビアニメ)』（第2作第1期）、『あたしンち』など多数の作品で絵コンテ・演出を手がける。
監督作としては『ガンフロンティア』、2005年にリニューアルした『ドラえもん』（第2作第2期）がある。『ドラえもん』（第2作第2期）には監督として2005年4月の放送開始から2017年7月まで12年間に渡り務め、チーフディレクターとしては2019年10月から2020年3月の間務めた。監督・チーフディレクター降板後も、絵コンテ・演出としてシリーズに携わり続けている。

## 作品リスト

### テレビアニメ
1979年
- ドラえもん (1979年のテレビアニメ)（ - 2005年、絵コンテ・演出）

1981年
- 忍者ハットリくん（演出）

1988年
- つるピカハゲ丸くん（絵コンテ・演出）

1989年
- 笑ゥせぇるすまん（絵コンテ・演出）
- チンプイ（絵コンテ）
- ウルトラB（演出）

1990年
- 八百八町表裏 化粧師（演出）

1992年
- 藤子不二雄Aのさすらいくん（絵コンテ・演出）※善総一郎名義
- クレヨンしんちゃん（1992年 - 、絵コンテ・演出）

1994年
- 魔法陣グルグル（絵コンテ・演出）

1995年
- モジャ公（絵コンテ・演出）

1996年
- こちら葛飾区亀有公園前派出所（絵コンテ・演出）

1997年
- 忍ペンまん丸（絵コンテ・演出）
- さくらももこ劇場コジコジ（絵コンテ）
- YAT安心!宇宙旅行（絵コンテ）

1998年
- おじゃる丸（1998年 - 、絵コンテ・演出）

2000年
- 風まかせ月影蘭（絵コンテ・演出）
- はじめの一歩（ - 2002年、絵コンテ）

2001年
- FF：U 〜ファイナルファンタジー:アンリミテッド〜（絵コンテ）
- ジャングルはいつもハレのちグゥ（絵コンテ・演出）

2002年
- ガンフロンティア（監督・絵コンテ・演出）
- あたしンち（演出）

2003年
- SUBMARINE SUPER 99（絵コンテ）

2004年
- MONSTER（ - 2005年、絵コンテ）

2005年
- ドラえもん (2005年のテレビアニメ)（2005年 - 現在、監督 → チーフディレクター・絵コンテ・演出・初代サブタイトルイラスト・原画／2代目OP絵コンテ・演出）

### 劇場アニメ
1993年
- クレヨンしんちゃん アクション仮面VSハイグレ魔王（演出助手）

1995年
- 2112年 ドラえもん誕生（演出）

1997年
- ドラえもん のび太のねじ巻き都市冒険記（演出）

1998年
- ドラえもん のび太の南海大冒険（演出）

1999年
- ドラえもん のび太の宇宙漂流記（演出）

2000年
- ドラえもん のび太の太陽王伝説（演出）

2001年
- ドラえもん のび太と翼の勇者たち（演出）

2003年
- Pa-Pa-Pa ザ★ムービー パーマン（演出）

2004年
- Pa-Pa-Pa ザ★ムービー パーマン タコDEポン!アシHAポン!（演出）

2015年
- 映画ドラえもん のび太の宇宙英雄記（オープニング演出）

### その他
2016年
- ポコニャン&ドラえもん「ポンポコニャンでここほれニャンニャン!?」（演出）